# توره اریکسون
توره اریکسون (انگلیسی: Tore Eriksson; ۷ اوت ۱۹۳۷ – ۱۷ فوریهٔ ۲۰۱۷) ورزشکار دوگانه اهل سوئد بود.